# Julius Weiske
Julius Weiske (* 4. Oktober 1801 in Erlbach, Sachsen; † 10. März 1877 in Leipzig) war ein deutscher Rechtswissenschaftler und Hochschullehrer.

## Leben
Weiske absolvierte seine philosophischen und juristischen Studien an der Universität Leipzig. Die juristischen Studien vertiefte er an den Universitäten von Göttingen und Heidelberg. 1826 kehrte er an die Leipziger Universität zurück und begann das Privatrecht zu lehren. 1829 wurde er an der Leipziger Universität zum Dr. iur. utr. promoviert. Bereits in seiner Studienzeit begann er mit seiner breiten schriftstellerischen Arbeit.
Weiske habilitierte sich 1829 mit der Schrift De septem clypeis militaribus an der Juristenfakultät der Leipziger Universität und wurde anschließend Privatdozent für deutsches Recht. Zum Sommersemester 1833 wurde er zum außerordentlichen Professor für deutsches Recht ernannt. Er lehrte als solcher noch 44 Jahre lang, bis zu seinem Tod, an der Fakultät und wurde für seine klare Art geschätzt.

## Werke (Auswahl)
- Grundsätze des teutschen Privatrechts nach dem Sachsenspiegel, Leipzig 1826.
- De septem clypeis militaribus, Leipzig 1830.
- Abhandlungen aus dem Gebiete des teutschen Rechtstheoretischen und Praktischen Inhalts, Leipzig 1830.
- Handbuch der Strafgesetze des Königreiches Sachsen von 1572 bis auf die neueste Zeit, Leipzig 1833.
- Rechtslexikon für Juristen aller teutschen Staaten enthaltend die gesammte Rechtswissenschaft, 16 Bände, Wiegand, Leipzig 1842–1862.
- Der Bergbau und das Bergregal: eine Entgegnung auf die Schrift, Reichardt, Eisleben 1845.
- Über Gemeindegüter und deren Benutzung durch die Mitglieder nach den Bestimmungen der neuen Gemeinde-Gesetze: insbesondere in Württemberg, Hessen und Baden, Leipzig 1849.